# Мобіль (печера)
Мобіль (рос. Мобиль) — печера в Архангельській області, на Біломорсько-Кулойському плато європейської півночі Росії. Карстова печера горизонтального типу простягання. Загальна протяжність — 740 м. Глибина печери становить 10 м. Категорія складності проходження ходів печери — 1.